# Isabel de Meclemburgo-Schwerin
Isabel Alexandrina Matilda Duquesa de Meclemburgo (em alemão: Elisabeth Alexandrine Mathilde Herzogin zu Mecklenburg; Schwerin, 10 de agosto de 1869 — Castelo de Schaumburg, 3 de setembro de 1955) foi uma filha do grão-duque Frederico Francisco II de Meclemburgo-Schwerin e da sua terceira esposa, a princesa Maria de Schwarzburg-Rudolstadt. Pelo seu casamento com Frederico Augusto II, era também grã-duquesa de Oldemburgo.

## Família
Isabel era parente de muitas famílias reais europeias. Era a filha mais velha do terceiro casamento do grão-duque Frederico Francisco II de Meclemburgo-Schwerin com a princesa Maria de Schwarzburg-Rudolstadt, o que a tornava irmã mais velha do príncipe Henrique de Meclemburgo-Schwerin, consorte da rainha Guilhermina dos Países Baixos e tia da sua filha, a rainha Juliana. Era também meia-irmã mais nova do grão-duque Frederico Francisco III de Meclemburgo-Schwerin e, através dele, tia da rainha Alexandrina da Dinamarca e da princesa-herdeira Cecília da Alemanha. Era também meia-irmã da grã-duquesa Maria Pavlovna da Rússia que era mãe do grão-duque Cyril Vladimirovich, o czar da Rússia em exílio.
Os seus avós paternos eram o grão-duque Paulo Frederico I de Meclemburgo-Schwerin e a princesa Alexandrina da Prússia. Os seus avós paternos eram o príncipe Adolfo de Schwarzburg-Rudolstadt e a princesa Matilde de Schonburg-Waldenburg.

## Casamento e descendência
No dia 24 de outubro de 1896, Isabel casou-se com o grão-duque Frederico Augusto II de Oldemburgo. A primeira mulher dele, Isabel Ana da Prússia, tinha morrido no ano anterior, deixando-lhe apenas uma filha, a duquesa Sofia Carlota de Oldemburgo e por isso Frederico tinha necessidade de gerar um herdeiro masculino. Sucedeu ao trono de Oldemburgo em 1900, o que fez com que Isabel se tornasse grã-duquesa consorte.
Tiveram quatro filhos:
- Nicolau Frederico Guilherme de Oldemburgo (10 de Agosto de 1897 - 3 de Abril de 1970), casado com a princesa Helena de Waldeck e Pyrmont;
- Alexandrina de Oldemburgo (25 de Março de 1900 - 26 de Março de 1900);
- Ingeborg Alice de Oldemburgo (1901-1996), casada com o príncipe Alexandre Vítor de Eschaumburgo-Lipa;
- Alteburga Maria Matilde Olga de Oldemburgo (1903-2001), casada com Josias, príncipe-hereditário de Waldeck e Pyrmont.

Frederico foi forçado a abdicar do seu trono no final da Primeira Guerra Mundial, quando o antigo grão-ducado se juntou à republica alemã do pós-guerra. A família passou a residir no Castelo de Rastede onde Augusto começou a investir na indústria e agricultura locais. Um ano depois de ter abdicado, Augusto pediu um rendimento anual de 150 000 marcos ao governo de Oldemburgo, afirmando que a sua condição financeira era "extremamente precária".
Em 1931, Frederico morreu em Rasted. Isabel morreu no dia 3 de Setembro de 1955, 24 anos depois.

## Títulos e estilos
- 10 de agosto de 1869 - 24 de outubro de 1896: Sua Alteza Duquesa Isabel Alexandrina de Meclemburgo-Schwerin
- 24 de outubro de 1896 - 13 de junho de 1900: Sua Alteza Real A Grã-duquesa Hereditária de Oldemburgo
- 13 de junho de 1900 - 24 de fevereiro de 1931: Sua Alteza Real A Grã-duquesa de Oldemburgo
- 24 de fevereiro de 1931 - 3 de setembro de 1955: Sua Alteza Real A Grã-duquesa Viúva de Oldemburgo